# 焦琏
焦琏（1599年—1651年），字瑞庭，天主教聖名路加（Lucas），陕西人。
早年從軍，以功任参将、中军官、平蛮将军副总兵等。清兵入關後，焦琏与瞿式耜迎立桂王（永历帝朱由榔）于悟州。永曆元年（1647年）清將李成栋攻桂林，被焦琏杀得大败。因功累加焦琏太子少师、左都督宣國公。永曆五年九月（1651年），在武靖州被暗中投清的陈邦傅所殺。